# Велика синагога (Берестечко)
Будівництво Великої синагоги в Берестечку в українській Волинській області розпочалося в 1827 році. Однак протягом багатьох років прогресу не було, тому будівля була закінчена у 1885 році.
Під час німецької окупації під час Другої світової війни єврейське населення було вбито. Будівля була пошкоджена, а інтер'єр зруйнований.
Після війни синагогу перетворили на ковбасний завод. Зберегли лише частину головної зали; всі прибудови, а також чотири стовпи посередині були знесені. На південний схід, де знаходилася святиня Тори, було додано новий вхід.
Пізніше завод був покинутий. У 1992 році його відремонтували та перетворили на музичну школу.